# Hexatoma javensis
Hexatoma javensis är en tvåvingeart som först beskrevs av Carl Ludwig Doleschall 1857.  Hexatoma javensis ingår i släktet Hexatoma och familjen småharkrankar. Inga underarter finns listade i Catalogue of Life.